# 조반나 디 사보이아
조반나 디 사보이아(불가리아어: Йоанна Савойска, 1907년 11월 13일 ~ 2000년 2월 26일)는 사보이아 왕가의 이탈리아 공주로 후에 불가리아의 보리스 3세와 결혼하여 불가리아의 차리나가 되었다.